# Institut français - Centre Saint-Louis
L'Institut français - Centre Saint-Louis (ainsi nommé depuis 2012) est un établissement culturel français qui relève du ministère de l'Europe et des Affaires étrangères. Fondé en 1945, il est situé à Rome et dépend de l'Ambassade de France près le Saint-Siège. 
Représentant de la culture contemporaine française, il encourage la diffusion de la langue et de la culture dans toute sa diversité.

## Histoire

Ancien logo illustrant une salamandre.

### Création et premières années
En 1945, dans le contexte de l’après-guerre, le philosophe Jacques Maritain, alors Ambassadeur de France près le Saint-Siège, décide de fonder le "Centre Saint-Louis des Français" afin de doter l’Ambassade d’un service culturel français au sein de la Rome ecclésiastique. 

Le Centre s’installe d'abord, provisoirement, au Palais Taverna. Dès 1946 il déménage dans une aile du Palais Saint-Louis, lui-même bâti sur un terrain cédé aux Français par la bulle de Sixte IV, du 2 avril 1478, et géré par les Pieux Etablissements de la France à Rome et à Lorette. Le Centre consiste alors en:
"Une bibliothèque, un artistique salon de lecture, un bureau de propagande"
En mars 1951, les nouveaux locaux sont bénis par le cardinal Tisserant en présence de l'Ambassadeur de France près le Saint-Siège, Wladimir d'Ormesson, et du directeur du Centre, Félix Darsy.

### Histoire récente
Depuis sa fondation, le Centre Saint-Louis des Français, qui sera rebaptisé "Centre Saint Louis de France" en 1998, puis "Institut français - Centre Saint-Louis" (IFCSL) dans les années 2000, a accueilli divers représentants de l’élite intellectuelle française à l’occasion de rencontres publiques. Il a reçu les visites de plusieurs Papes (Jean XXIII, Paul VI, Jean-Paul II) ainsi que d’hommes politiques tels que le général de Gaulle, ou, plus récemment le président François Hollande.
Progressivement, les actions culturelles du Centre culturel Saint-Louis de France se sont diversifiées, notamment avec la fermeture du Centre culturel de l’Ambassade de France en Italie, dit Centre Campitelli, en 1995. Dès lors, le Centre Saint-Louis de France est devenu le seul centre culturel français à Rome, à côté de l’Académie de France et de l’Institut français Italia qui chaque année, organise des manifestations culturelles et avec lesquels l'Institut français- Centre Saint-Louis collabore.
Le Président Jacques Chirac, en visite auprès du Pape, y a prononcé une allocution à l'occasion de son cinquantenaire, saluant une "institution unique en son genre et que beaucoup nous envient [...] un formidable creuset de réflexion culturelle et religieuse".
En 2005, la fusion de l’Alliance française de Rome avec le Centre culturel Saint-Louis de France a intensifié l’offre pédagogique.

## Cours de langue
L'Institut français - Centre Saint-Louis propose des cours de langue. 

## Activités culturelles

### Conférences
L'Institut français - Centre Saint-Louis organise des conférences, des séminaires et des concerts. 
L'Institut a accueilli des conférences d'importantes personnalités ecclésiastiques (Henri de Lubac en 1971, Roger Etchegaray en 1976, l'Abbé Pierre en 1979, ), politiques (Maurice Schumann en 1975, Alain Peyrefitte en 1979, Jacques Delors en 1988, Michel Debré en 1990, Nicolas Hulot en 2015), académiques (Alfred Kastler en 1972, Hélène Carrère d'Encausse en 1987 et 1991, Paul Ricœur en 1990, Anne-Marie Pelletier en 2014 et 2020, René Rémond et Benoît Mandelbrot en 1995, Michel Zink en 2020) et culturelles (Jean d'Ormesson en 1994), etc. 

### Cinéma
En 2015, il a ouvert la salle Cinéma Français qui projette des films en V.O. sous-titrés en italien. De nombreux événements complètent la programmation initiale : inédits, rétrospectives, avant-premières, festivals, présence de réalisateurs, films restaurés.
Tous les ans depuis 2010, l'Institut organise le Francofilm - Festival du Film Francophone de Rome, en collaboration avec le Groupe des Ambassades Francophones en Italie. Pendant une semaine sont projetés des films originaires des pays de la Francophonie, dans un esprit d'ouverture du public romain au monde francophone. 

### Théâtre
L'autre axe important est la création du Théâtre français de Rome en 1998 par le professeur Jean-Dominique Durand, directeur du Centre, et Frédéric Lachkar (it), comédien et metteur-en-scène. Le Théâtre français de Rome sous la direction de Frederic Lachkar connaît un essor grandissant d’abord comme école de théâtre puis comme compagnie théâtrale. Il met en scène « Beckett ou l’honneur de Dieu » de Jean Anouilh pour l’année Jubilaire en 2000 puis, les années suivantes, « Cyrano de Bergerac » d'Edmond Rostand, « Dom Juan » de Molière, « la Guerre de Troie n’aura pas lieu » de Jean Giraudoux, « Les Émigrés » de Sławomir Mrożek, « Petits crimes conjugaux » d'Éric-Emmanuel Schmitt. Il devient en 2008 « France Théâtre » puis « Mater Lingua » qui compte aujourd’hui plus de 200 000 élèves chaque année et œuvre  toujours pour l’apprentissage du français par le théâtre.

### Médiathèque
L'Institut dispose d'une médiathèque contenant une vaste sélection de livres en français. 
Dans la médiathèque sont organisées en moyenne 3 grandes expositions par an dans ses galeries et parraine de nombreux projets à l'extérieur contribuant notamment à diffuser l'art contemporain français à l'étranger. 

## Prix de Lubac
Depuis 2004, sur l'initiative de l'Ambassade de France près le Saint-Siège, l'Institut participe à la sélection des lauréats du Prix de Lubac. Celui-ci récompense chaque année, dans le prolongement de la figure du cardinal Henri de Lubac, des travaux de doctorat en langue française et étrangère soutenus dans un établissement d’enseignement supérieur pontifical romain.

## Les directeurs
Le centre est dirigé par les conseillers culturels de l'ambassade de France près le Saint-Siège, soit depuis 1945 :
- R.P. Félix Darsy (1945-1967), OP, archéologue
- R.P. Olivier de La Brosse (1967-1995), OP, auteur de nombreuses études historiques et théologiques
- Mgr Jean-Michel Di Falco (1995-1997), évêque de Gap et d'Embrun de 2003 à 2017
- Jean-Dominique Durand (1998-2002), professeur d’histoire contemporaine à l'université Lyon II, premier laic nommé à ce poste[9]
- Vincent Aucante (d) (2002-2006), ingénieur et professeur de philosophie[10]
- Mgr Patrick Valdrini (2006-2008), recteur émérite de l’Institut catholique de Paris, recteur de l'Église Saint-Louis-des-Français de Rome
- Jean-Luc Pouthier (2008-2010), historien, diplômé des Langues orientales (arabe), de Sciences Po Paris et du Centre de formation des journalistes, spécialiste de la laïcité, notamment en France, fondateur du Centre d'étude du fait religieux contemporain (Cefrelco)[11],
- Nicolas Bauquet (d) (2010-2014), historien[12]
- Olivier Jacquot (d) (2014-2018), historien, diplômé de Sciences Po Paris, ancien élève des Langues orientales, antérieurement en poste comme attaché ou conseiller culturel à Varsovie, en Moldavie, à Prague[13].
- Fabienne Couty (d) (2018-2021), licenciée en droit, diplomate, antérieurement conseillère de coopération et d'action culturelle à Berne
- François-Xavier Adam (d) (2021-), historien.